# Pompilinae
Pompilinae (лат.) — подсемейство дорожных ос (Pompilidae).

## Распространение
Всесветное. Для СССР указывалось более 160 видов и 30 родов. В Европе около 200 видов.

## Биология
Хищники и клептопаразиты. Откладывают яйца на пойманных пауков, которых парализуют с помощью жала. Личинки — эктопаразитоиды пауков.

## Строение
Глаза овальные или слабо почковидные, основание усиков расположено ближе к наличнику, чем к глазку. Коготки равномерно изогнутые. 2-й стернит брюшка обычно без поперечной борозды. Вершина средней и задней голеней помимо шпор несёт шипы разной длины. Верх задних бёдер с 1-5 предвершинными короткими прижатыми шипиками.

## Классификация
Более 2000 видов и более 65 родов. Хищники и клептопаразиты. Среди родов неотропический род Notocyphus и ориентальный род Minotocyphus.
- Подсемейство Pompilinae
  - Триба Aporini
    - Род Allaporus
    - Род Aporus Spinola, 1808 — 5 видов в Европе
    - Род Chelaporus
    - Род Epipompilus
    - Род Psorthaspis

  - Триба Homonotini
    - Род Homonotus Dahlbom, 1843 — 1 вид в Европе

  - Триба Pompilini — 173 вида в Европе, 24 рода
    - Род Agenioideus
    - Род Amblyellus
    - Род Anoplius
    - Род Anospilus
    - Род Aporinellus
    - Род Arachnospila
    - Род Batozonellus
    - Род Ctenagenia
    - Род Dicyrtomellus
    - Род Entomobora
    - Род Eoferreola
    - Род Episyron
    - Род Evagetes
    - Род Gonaporus
    - Род Microphadnus
    - Род Nanoclavelia
    - Род Paracyphononyx
    - Род Pareiocurgus
    - Род Pedinpompilus
    - Род Pompilus
    - Род Schistonyx
    - Род Tachyagetes
    - Род Telostegus
    - Род Xenaporus

  - Триба Psammoderini
    - Род Arachnotheutes Haupt, 1927 — 3 вида в Европе
    - Род Ferreola Lepeletier, 1845 — 5 видов в Европе
    - Род Micraporus Priesner, 1955 — 1 вид в Европе
    - Род Pseudopompilus Costa, 1887 — 1 вид в Европе

  - Триба Priochilini
    - Род Pompiliodon  Wasbauer, Kimsey, 2019 — 1 вид, Южная Америка[3]
    - Род Priochilus Banks, 1944[4][5][6]